# Pčinja (râu)
Pčinja (în sârbă Пчиња, în macedoneană Пчиња, pronunție în sârbocroată [pt͡ʃîɲa] ⓘ) este un râu cu lungimea de 135 km din Serbia și Macedonia de Nord. Este un afluent de stânga al râului Vardar.

## În Serbia
Pčinja provine din mai multe pâraie de pe versanții vestici ai Muntelui Dukat, care se întâlnesc în satul Radovnica și continuă spre vest, inițial sub numele de Tripušnica (în sârbă Трипушница). Râul creează o microregiune Pčinja, centrul fiind sediul comunal al Trgovište unde Tripušnica întâlnește afluentul stâng al râului Lesnička (în sârbă: Лесничка Река, Lesnička Reka) dinspre sud și continuă spre vest sub numele de Pčinja. Regiunea reprezintă una dintre cele mai rapid depopulate și cel mai puțin dezvoltate zone ale Serbiei din punct de vedere economic (populație de 12.556 în 1971 (34 pe km²) și 6.372 în 2002 (17 pe km²; în scădere cu 50%).
După ce Pčinja trece pe lângă partea nordică a muntelui Široka Planina și satul Šajince unde se varsă afluentul său de dreapta Koćurica (în chirilică sârbă: Коћурица) dinspre nord, este împiedicat să continue spre vest de partea estică a Muntelui Rujan și se întoarce spre sud, în valea îngustă dintre munții Rujan și Kozjak. Micul sat și mănăstirea Prohor Pčinjski se găsesc în vale. Imediat după ce râul trece pe lângă mănăstire, după 52 km de curgere prin Serbia, Pčinja trece granița cu Macedonia de Nord.

## În Macedonia de Nord

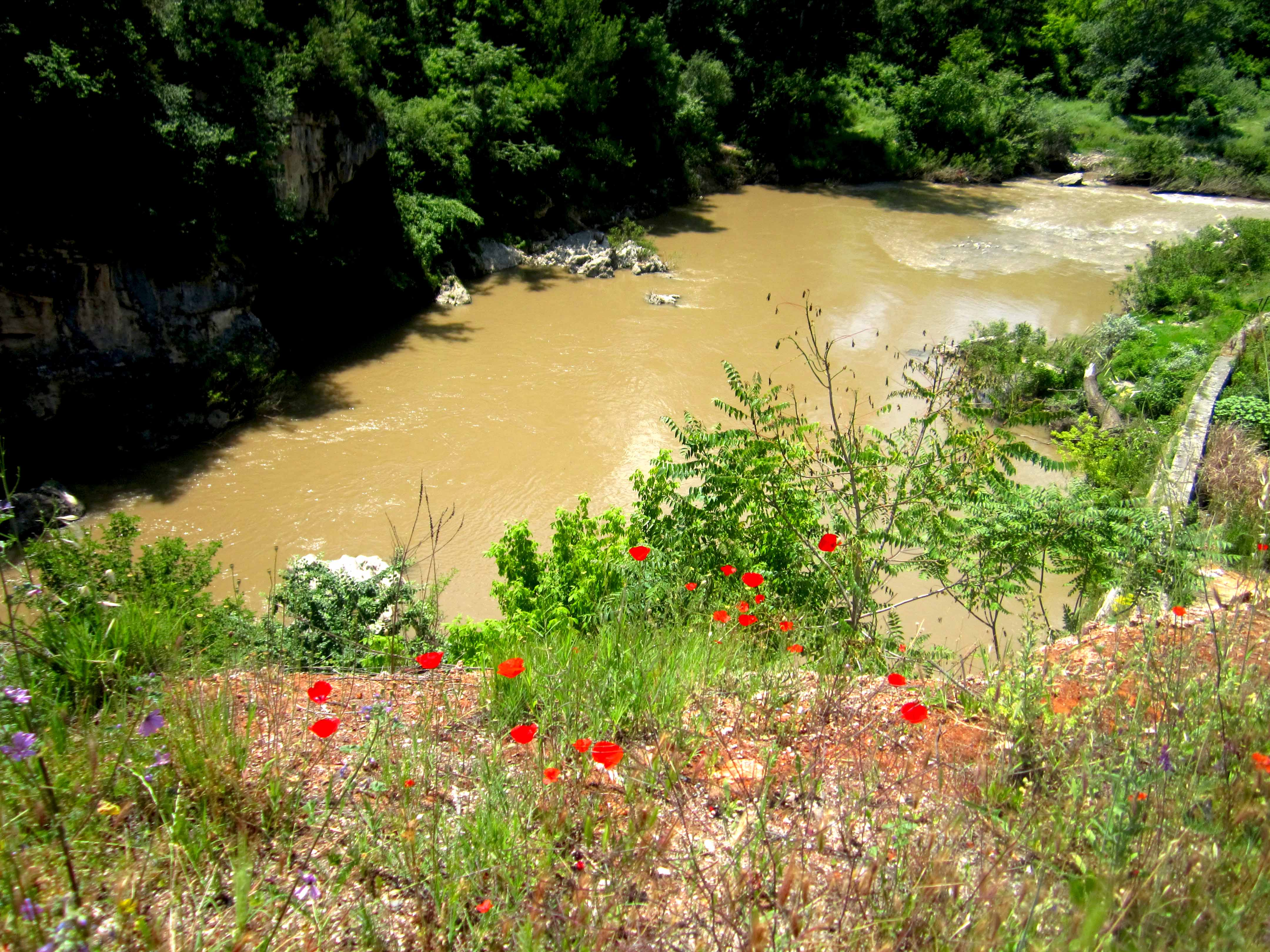

În restul de 83 km ai săi, râul cotește ușor spre sud-vest. Trece pe lângă satele Karlovce, Dragomance, Strnovac, Vojnik, Klečevce, Pčinja, Studena Bara, Gorno Konjare, Dolno Konjare și micul oraș Katlanovo, prin apropiere de Katlanovska Banja, cea mai populară stațiune balneară din Macedonia de Nord. Cursul superior din Macedonia de Nord creează microregiunea Sredorek (în macedoneană: Средорек), iar cel inferioar creează microregiunea Kotorci (în macedoneană: Которци), cu Cheile Bader (în macedoneană: Бадерска Клисура, romanizată: Baderska Klisura) între cele două microregiuni. 

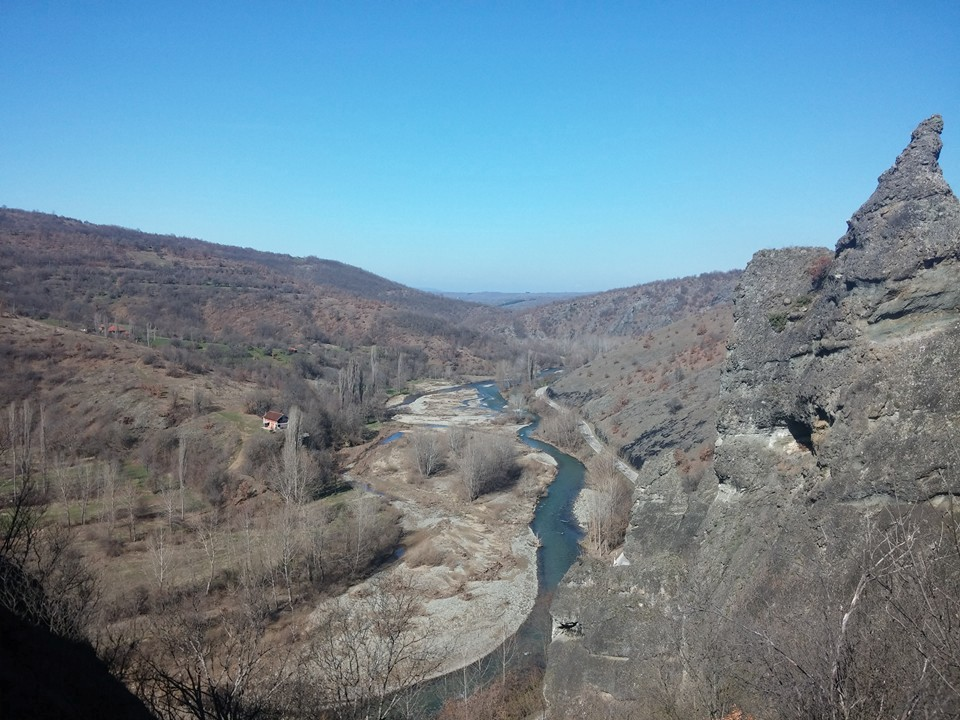

În cursul său inferior, Pčinja urmează partea vestică a muntelui Gradištanska și se varsă în râul Vardar, în defileul Taor al cursului lui Vardar, la jumătatea distanței dintre orașele Skopje și Veles.
Katlanovo este situat pe autostrada Skopje-Salonic, la aproximativ 25 km distanță de Skopje. Un șir de suburbii în dezvoltate rapidă din Skopie este situat de-a lungul autostrăzii (Jurumleri, Idrizovo, Petrovec), iar dacă orașul continuă să crească, în viitor va ajunge la Katlanovo și pe malurile râului Pčinja.

## Caracteristici
Pčinja aparține bazinului hidrografic al Mării Egee. Bazinul său hidrografic are o suprafață de 3.140 km², din care 1.247 km² în Serbia și 1.893 km² în Macedonia de Nord.
Deversarea medie la gura de vărsare a râului în Vardar este de 14 m³/s și astfel nu este navigabil.
Toți afluenții majori ai râului Pčinja se găsesc în Macedonia de Nord: Bistrica, Petroshnica și Kriva Reka din stânga; Kumanovska reka din dreapta.

## Galerie

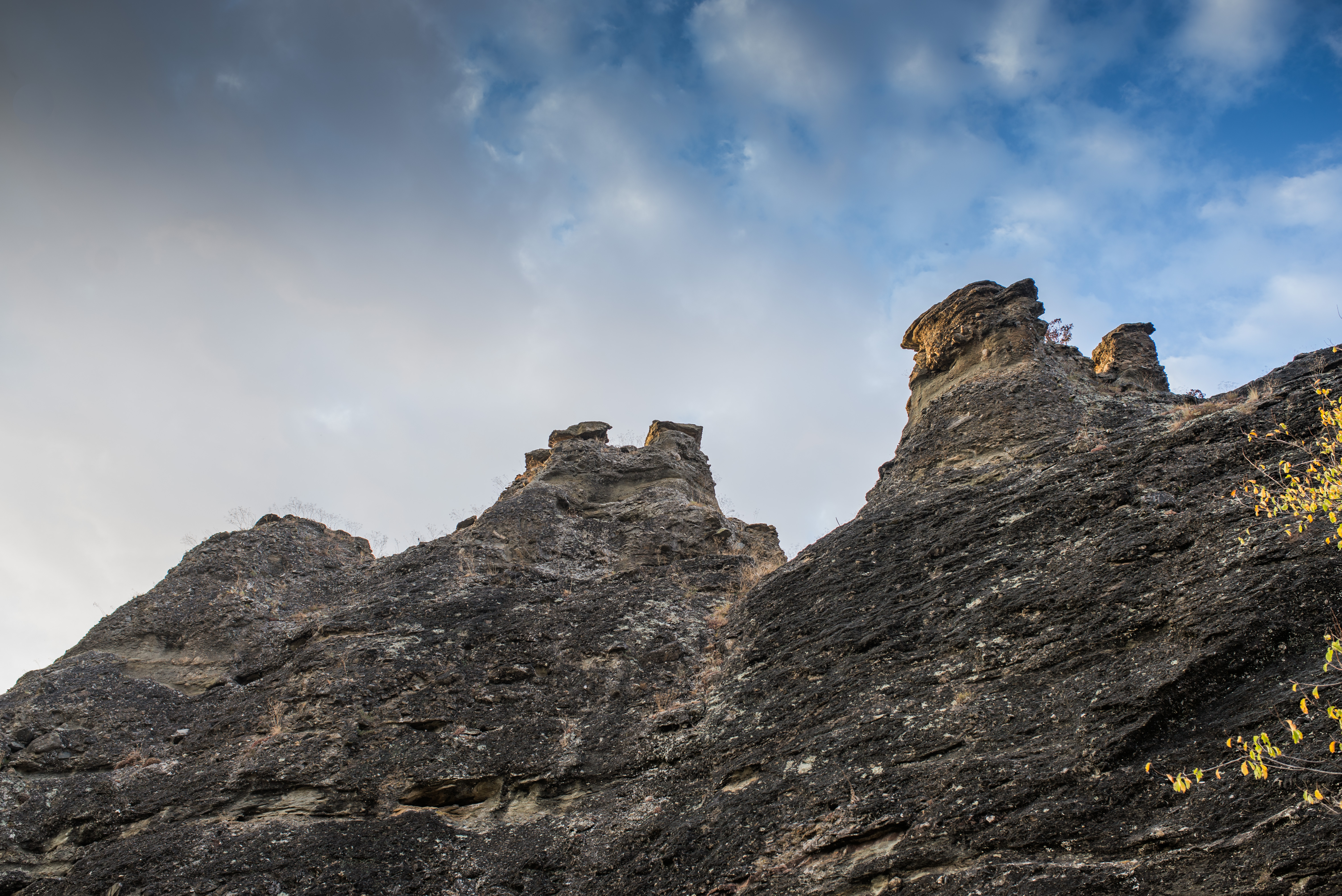
Fenomen natural - „Piatra diavolului” în valea Pčinja.
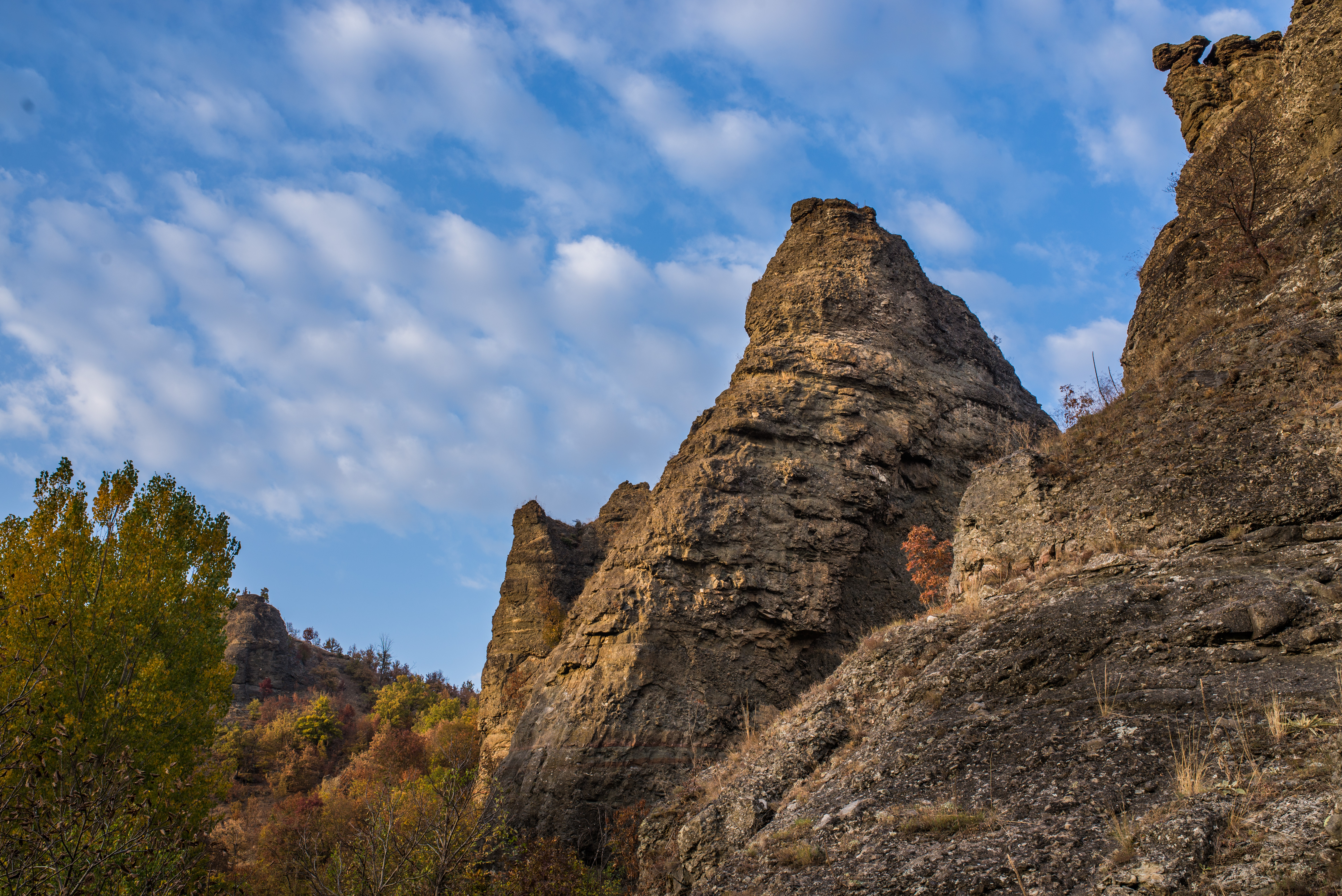
Fenomen natural - „Piatra diavolului” în valea Pčinja.
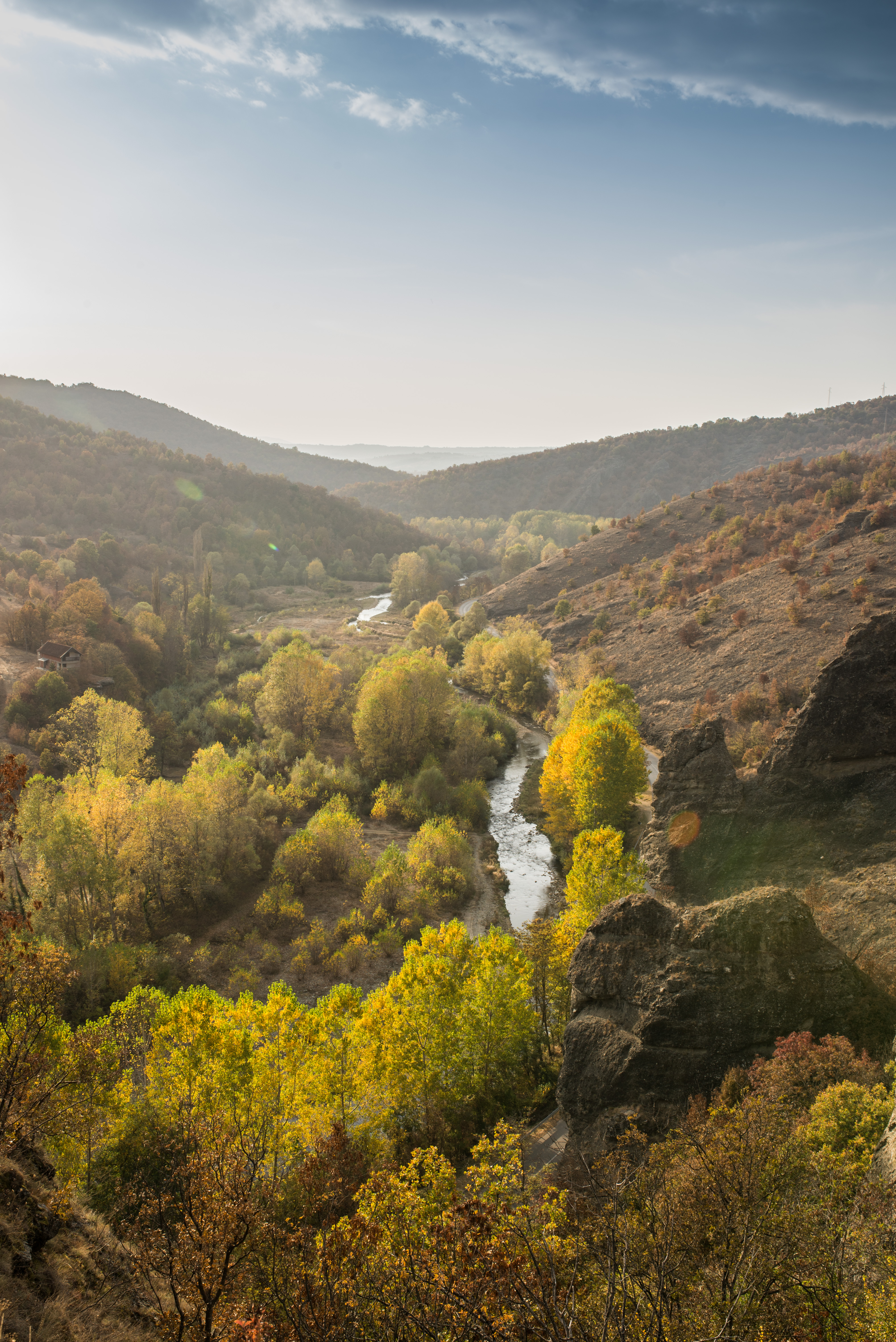
Valea râului Pčinja